# بنك فرنسا
بنك فرنسا ، يوجد مقره في باريس، هو البنك المركزي من فرنسا.
هي مؤسسة مستقلة، عضو في نظام اليورو منذ عام 1999. وتتمثل مهامها الرئيسية الثلاث، على النحو المحدد في أوضاعها، في دفع الإستراتيجية النقدية الفرنسية وضمان الاستقرار المالي وتوفير الخدمات للأسر والشركات الصغيرة والمتوسطة والدولة الفرنسية.
وهو عضو في النظام الأوروبي للبنوك المركزية، التي تتألف من البنك المركزي الأوروبي، والبنوك المركزية الوطنية من كل الاتحاد الأوروبي الأعضاء (EU).

## وصلات خارجية
- (بالفرنسية) (بالإنجليزية) الموقع الرسمي لبنك فرنسا
- (بالفرنسية) بدايات بنك فرنسا مدراء بنك فرنسا بين عامي 1800 و1815.